# Stocznia

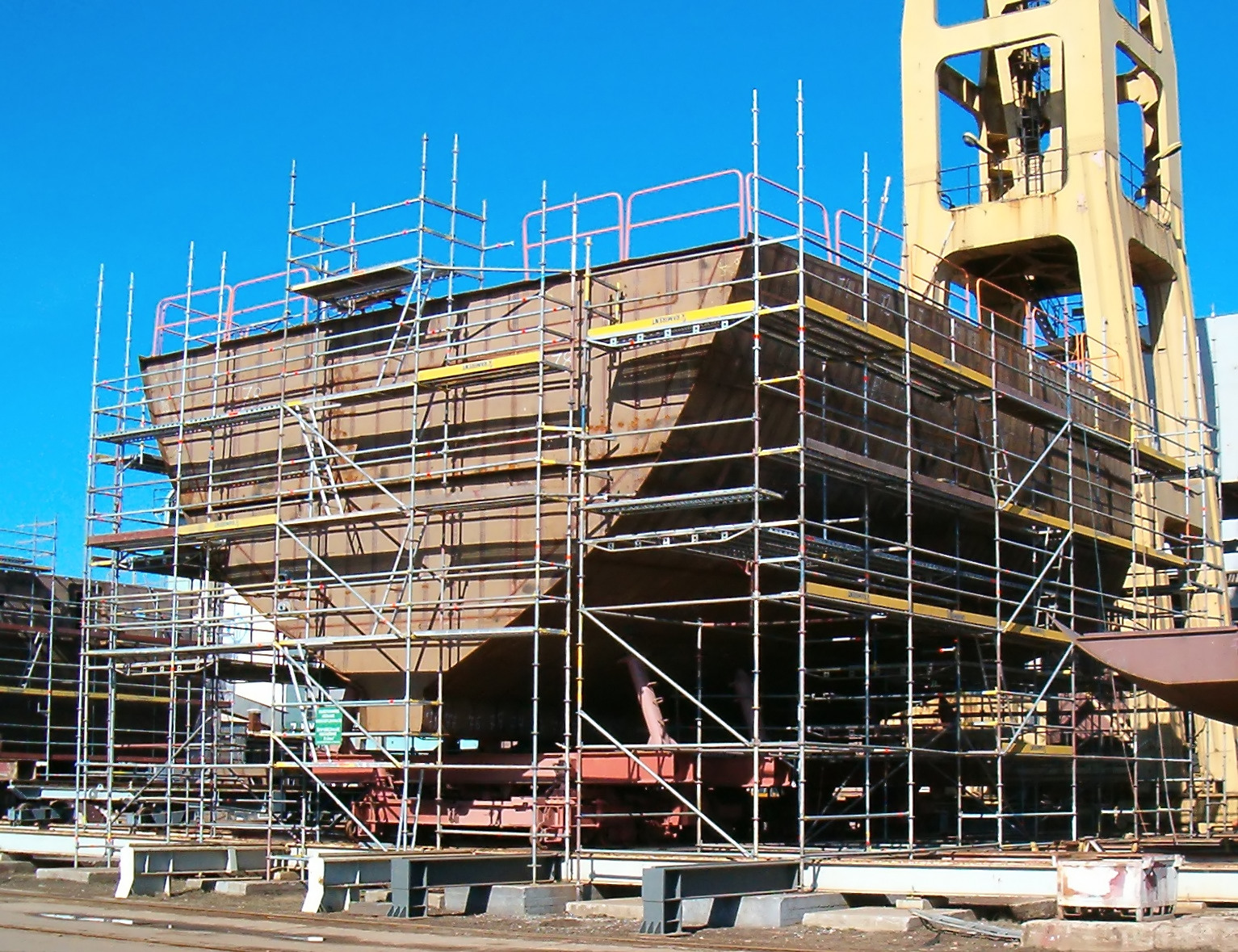
Budowa kadłuba statku w Stoczni Północnej

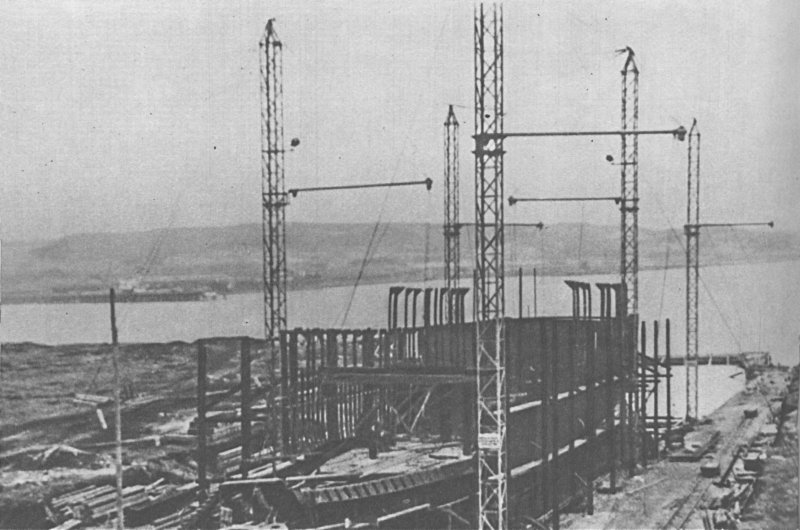
SS Olza na pochylni w Stoczni Gdyńskiej (rok 1938)

Wyniki finansowe przemysłu stoczniowego w Polsce

Stocznia – miejsce, w którym buduje się, remontuje, przebudowuje lub dokonuje rozbiórki statków wodnych.
W stoczni najczęściej dokonuje się montażu statku z dostarczonych elementów, natomiast główne urządzenia oraz wyposażenie wykonywane jest w innych zakładach. Najczęściej wyłącznie kadłub powstaje w całości na miejscu. Statek początkowo budowany jest na lądzie (na pochylni lub w doku), a po wykonaniu wystarczającej liczby montowań i otrzymaniu szczelnego kadłuba lub szczelnej sekcji następuje wodowanie, czyli pierwsze wprowadzenie statku na wodę. Prace wykończeniowe wykonywane są już z kadłubem zacumowanym przy nabrzeżu wyposażeniowym.
Działy i obszary stoczni:
- baseny stoczniowe
- doki
- kadłubownia
- warsztaty
- nabrzeża
- trasernia

Największe stocznie świata znajdują się m.in. Korei Południowej, w Japonii i w USA. Największe z nich to Hyundai Heavy Industry, Samsung Heavy Industry i Newport News (USA).

## Technologie używane przy produkcji statków
Rozwijająca się technologia pozwala na coraz bardziej zoptymalizowany proces produkcyjny. To pozwala na szybszą, bardziej efektywną produkcję z myślą o ekologii czy zdrowiu pracowników. W przemyśle stoczniowym stosuje się m.in. kabiny lakiernicze, systemy centralnego odpylania pyłów szlifierskich, technologie utwardzania, systemy nawilżania i chłodzenia powietrza, rekuperatory czy stacje uzdatniania wody.

## Przemysł stoczniowy w Polsce
W Polsce najważniejsze stocznie znajdują się w Gdańsku, Gdyni i Szczecinie.
W Polsce realizuje się 10 procent europejskiej produkcji stoczniowej, a więc więcej niż w Wielkiej Brytanii, Francji czy Hiszpanii. W 2006 roku w przemyśle stoczniowym zatrudnionych było 23 tys. ludzi, a w 2015 31 tys.